# Gilbert Desmet
Gilbert Desmet, född den 3 februari 1931 i Roeselare, död den 30 juni 2024 i Rumbeke, var en belgisk landsvägscyklist som var professionell från 1952 till 1967. Han hade främst framgångar i endagslopp och bland dessa märks speciellt segrarna i Paris–Tours 1958, La Flèche Wallonne 1964, Kuurne-Bryssel-Kuurne 1958 och Kampioenschap van Vlaanderen 1960 –  men till hans främsta meriter får också läggas totalvinsten i etapploppet Dunkerques fyradagars 1964. En etappseger i Vuelta a España 1958, andraplatsen i Paris–Roubaix 1959, tredjeplatsen i Flandern runt 1959 och fjärdeplatsen totalt i Tour de France 1962 är väl också nämnvärda. Han körde i Tourens gula ledartröja både 1956 (två dagar) och 1963 (tio dagar).
Från 1960 drev Desmet och hans fru Maria ett litet café, "Café Paris–Tours", i Lichtervelde vid vägen mot Brygge.
Gilbert Desmet skall inte blandas samman med Gilbert De Smet (1936–1987) som var en samtida (professionell 1960–1968) belgisk tävlingscyklist; dessa två förväxlades ofta även under sin aktiva tid.

## Meriter
| 1953 2:a i Paris–Tourcoing 5:a i Grand Prix Jules Lowie 1954 Vinnare av Dokter Tistaertprijs 8:a i Omloop Het Volk 1955 2:a i Omloop van het Houtland Torhout 5:a i Grand Prix Jules Lowie 1956 Vinnare av Omloop van Oost-Vlaanderen Vinnare totalt av Drielandentrofee Vinnare av etapp 1 2:a totalt i Dunkerques fyradagars 2:a i Vijfbergenomloop 3:a i Omloop der Vlaamse Gewesten 4:a totalt i Dwars door België 4:a i Paris–Valenciennes 6:a i Bryssel–Ingooigem 1957 Vinnare av Omloop van het Houtland 2:a i Driedaagse van Antwerpen 6:a i Kuurne-Bryssel-Kuurne 6:a i Omloop van het Leiedal 7:a i Grand Prix des Nations (ITT) 1958 Vinnare av Paris–Tours Vinnare av Kuurne-Bryssel-Kuurne Vinnare av etapp 7 i Vuelta a España Vinnare av Omloop van het Houtland 3:a i GP Lugano (ITT) 7:a i Kampioenschap van Vlaanderen 8:a i Trofeo Baracchi med Joseph Schils 10:a i Milano–Sanremo 1959 Vinnare av Vijfbergenomloop 2:a i Paris–Roubaix 3:a i Flandern runt 3:a totalt i Volta a Llevant 5:a i La Flèche Wallonne 5:a i Omloop van het Leiedal 8:a i Gent–Wevelgem 8:a totalt i Giro di Sardegna 8:a i Omloop der Vlaamse Gewesten 9:a i Liège–Bastogne–Liège 1960 Vinnare av Kampioenschap van Vlaanderen Vinnare av Grand Prix Jules Lowie Vinnare av etapp 3 i Paris–Nice Vinnare totalt av Genova–Roma Vinnare av poängtävlingen Vinnare av etapp 1 2:a i GP Lugano (ITT) 2:a i Omloop van het Houtland Torhout 4:a i Flandern runt 5:a i Kuurne-Bryssel-Kuurne 6:a i Omloop der Vlaamse Gewesten 7:a i Paris–Roubaix 8:a i Giro dell'Appennino 9:a i Milano–Mantova | 1961 Vinnare av GP Industria e Commercio di Prato Vinnare av etapp 1 av Giro di Sardegna 2:a i Paris–Tours 2:a i Paris–Bryssel 2:a i Grand Prix des Nations (ITT) 3:a i Trofeo Matteotti 4:a i slutställningen av Super Prestige Pernod 7:a i Gent–Wevelgem 10:a i Paris–Roubaix 1962 Vinnare av De Kustpijl 4:a totalt i Tour de France 4:a totalt i Tour de Suisse Vinnare av etapp 5 7:a i Kampioenschap van Vlaanderen 8:a i GP Lugano (ITT) 1963 Vinnare av etapperna 3 och 4 i Dunkerques fyradagars 6:a i linjelopp vid Världsmästerskapen 6:a i linjelopp vid Belgiska smästerskapen 7:a i Grand Prix des Nations (ITT) 9:a i Milano–Sanremo 1964 Vinnare av La Flèche Wallonne Vinnare av Dunkerques fyradagars Vinnare av poängtävlingen Vinnare av etapp 2b i Tour de Luxembourg 3:a totalt i Ronde van België 6:a i slutställningen av Super Prestige Pernod 6:a i Kampioenschap van Vlaanderen 6:a i Brabantse Pijl 8:a totalt i Tour de France 9:a i Paris–Roubaix 9:a i Flandern runt 8:a i Omloop van het Houtland 1965 Vinnare av Omloop van het Houtland Vinnare av etapp 2b i Critérium du Dauphiné libéré 2:a totalt i Ronde van België 5:a totalt i Dunkerques fyradagars 8:a i Liège–Bastogne–Liège 9:a i La Flèche Wallonne 1966 2:a i Omloop van het Houtland 5:a i Dwars door België 1967 8:a totalt i Paris–Nice |